# C风格字符串
C风格字符串特指在C语言中字符串的存储方式。
在编程语言中，常常需要表示一段字符，如“今天你吃了么”，“how are you?”,“afjsa234234（*&（*（”等等。同一种字符串的写法在不同的编程语言中表示的字面值都是一样的，即引号中间的内容，但是在存储的处理上往往不一样。

## C语言中字符串的处理
在C语言中，字符串是以字符数组的形式进行存储的，且在数组中以'\0'作为终结符。由于'\0'在ASCII中表示空字符（NULL），即在语意上不可能有有效字符与之重复，故用其来表示字符串的结尾至少在ASCII编码下是合理的。

## C++中字符串的处理
在C++语言中，除了继承了C语言中的这种字符串表达形式外，还新添了string类用来表达字符串。就表义来说，这两种字符串存储方式是等价的，但在处理的过程中却有显著的区别。在string类中，所有的对字符串的操作都被封装为成员函数，因此只要string内部有统一的约定，可以不在使用'\0'作为结尾标志。但对于C语言中的字符串，所有的操作都是来源于<cstring>中的以str开头的函数，这些函数的特点就是都以'\0'作为所处理的字符串的结尾标志。
由于这些显著的特点，为了区分C++中这两种不同的字符串，使用“C风格字符串”来特指来源于C语言的字符串存储方式。

## 与编码规范的冲突
ASCII编码及其扩充规范中，每个字符长度都不超过1Byte，因此，在C风格字符串中用'\0'表示结尾是合法的。但在UTF16编码中，每个字符使用2Byte进行编码，故会出现其中一个字符为0x00的情况，此时如果仍使用C风格字符串，则在使用相关函数进行处理时，会在第一个0x00出现的位置就被认为是字符串已经结束，但其实字符串并不在此处终结。
UTF8是一种很好的解决方案，UTF8中字符的编码非定长，可能是1Byte或者是2Byte，但是这种编码方案中用每个字符的前缀来表示当前字符的长度，因此既有足够的空间来存储较多的字符，又不会出现0x00导致字符串在被以C风格字符串处理时异常结束。